# Сиріл Норткотт Паркінсон
Сиріл Норткот Паркінсон (англ. Cyril Northcote Parkinson, англ. C. Northcote Parkinson; 30 липня 1909 року, Барнард Кастл, графство Дарем, Англія — 9 березня 1993 року, Кентербері, Англія) — британський військовий історик, письменник, драматург, журналіст, автор сатиричних робіт з проблем бізнесу, менеджменту та політології. Світову популярність здобув як автор законів Паркінсона.

## Біографія
Сиріл Норткот Паркінсон народився 30 липня 1909 року в Барнард Кастла в графстві Дарем в сім'ї вчителя (батька-художника і матері-музиканта), ставши їх другою дитиною.
Дитячі роки хлопчик провів у Школі св. Петра в Йоркширі. Планував стати художником або вчителем.
Вивчав історію в коледжі Емманюель в Кембриджі, де отримав ступінь магістра гуманітарних наук (магістра адміністрування[перевірити]) у 1932 році. Інтерес юнака до історії був підтриманий директором коледжу Едвардом Уэлбурном.
Під керівництвом А. Ньютона в лондонському Королівському коледжі підготував і захистив докторську дисертацію на тему «Торгівля у Східних морях в 1803-1910 рр.» («англ. Trade in Eastern Seas, 1803-1910») отримавши ступінь доктора філософії в 1935 році. У своїй роботі вчений пов'язав ведення торгівлі з виникненням конфліктів. Під час підготовки дисертації співпрацюючи з сером Джеффрі Калландером допомагав йому в створенні Національного морського музею в Лондоні.
Влітку 1934 року Паркінсон здійснює подорож на велосипеді від Йорка до Пензанса і назад.
У 1936 році подорожує по Європі.
У цьому ж році брав участь у жалобній процесії, яка передувала похованню англійського короля Георга V в якості лейтенанта 22-го Лондонського полку.
У 1938 році Сиріл Паркінсон вступив на посаду старшого викладача історії в Бланделловскій школі в Тівертоні.
З 1939 по 1940 роки обіймав посаду викладача[перевірити] військово-морської історії в Британському королівському військово-морському коледжі в Дартмуті.
У 1940 році був призваний на військову службу в чині капітана, де займався навчанням поповнення ВВС.
У 1943 році, отримавши звання майора, був переведений у Військове міністерство..
Продовжував службу до кінця Другої світової війни і демобілізувався в 1945 році.
У 1946 році Сиріл Паркінсон стає викладачем Ліверпульського університету з метою створити історичний центр з багатим зібранням, присвяченим морським і торговельних традицій Англії. У повоєнні роки цю мету не вдалося здійснити. Лише в 1980 році йому вдалося побачити втілення своєї мрії у вигляді Морського музею в Мерсісайді.
У 1950 році відправляється в Сінгапур, де вісім років працює професором історії в Малайському університеті. Під час перебування в Сінгапурі пише свою книгу «Закони Паркінсона» («англ. Parkinson's Law»), завдяки якій отримує запрошення від різних навчальних закладів.
У 1952 році одружився з Елізабет Енн Фрай.
У 1958 році переїздить до США і працює спочатку в Гарвардському університеті, а в 1959-1960 роках — в Іллінойському і Каліфорнійському університетах.
У 1960 році Сиріл Паркінсон виходить на пенсію й оселяється на одному з Нормандських островів, де присвячує свій вільний час живопису, вітрильного спорту та літературі. В цей період він продовжує займатися науковою роботою в галузі історії, однак, проявляє себе як журналіст (пише статті для семи газет), драматург (публікує дві п'єси), письменник (публікує збірки художніх творів), публікує роботи з проблем бізнесу і менеджменту.
У 1970 році публікує історичну містифікацію, яка мала гучний успіх, під назвою «Час і життя Гораціо Хорнблоуэра» (англ. The Life and Times of Horatio Hornblower), де дав настільки точний опис життя вигаданого адмірала королівського флоту Гораціо Хорнблоуэра, який нібито служив в епоху Гораціо Нельсона, що поставив у глухий кут досвідчених архіваріусів з Національного морського музею[джерело не вказане 3701 день].
У 1977 році випускає чотири книги і один роман.
З 1978 по 1983 роки публікує чотирнадцять книг (у тому числі сім романів).
У 1983 році помирає друга дружина Сиріла Паркінсона тому його ділова активність різко знижується.
У 1985 році вступає в третій шлюб з Айріс (Інгрід) Хільде Уотерс і переїжджає на острів Мен, де пише свій останній роман «Військові пригоди на острові Мен» (англ. Manhunt: Wartime Adventure on the Isle of Man; 1990).
У 1989 році Сиріл Паркінсон переїжджає в Кентербері, де працює над автобіографією під назвою «англ. A Law unto Myself», яка повинна була стати продовженням книги «англ. A Law unto Themselves» (1966) — дослідженням біографій людей, які найбільше вплинули на його життя. Автобіографія так і не була закінчена і опублікована.
Сиріл Паркінсон помер 9 березня 1993 р. у Кентербері, Англія.

## Закони Паркінсона
У 1955 році Сиріл Паркінсон опублікував у британському журналі The Economist сатиричну статтю в якій сформулював емпіричний закон: «Робота заповнює час, відпущений на неї». У 1956 році статтю передрукував американський журнал Fortune. Тема виявилася затребуваною і призвела до появи низки статей схожої тематики і стилю. Пізніше вони були видані в книзі «Закон Паркінсона» (англ. Parkinson’s Law: The Pursuit of Progress; Лондон, John Murray) в 1958 році.
Згодом Сиріл Паркінсон багаторазово звертається до цієї теми, публікуючи книги «Закон і прибутку» (англ. Parkinson's Law — The Law and the Profits; 1960 рік), «Свояки і чужинці» (англ. In-laws and Outlaws; 1962 рік), «Закон місіс Паркінсон» (англ. Mrs Parkinson's Law; 1969 рік), «Закон відстрочки» (англ. The Law of Delay, or Playing for Time; 1970 рік), «Мишоловка на хутрі» (англ. The Law, or Still in Pursuit; 1979 рік) та «англ. The Law Complete» (1983 рік).

## Наукові досягнення
Сиріл Паркінсон був членом Королівського історичного товариства та французької Морської академії, Інституту військово-морського флоту США та Архівної комісії при уряді Індії.
Наукові досягнення Сиріла Паркінсона були відзначені присудженням звання почесного доктора права Мерілендського університету в 1974 році і почесного доктора філології Троянського університету штату в 1976 році.